# نورمان همفريز
نورمان همفريز (19 مايو 1917 في المملكة المتحدة - 18 ديسمبر 2000 في المملكة المتحدة) (بالإنجليزية: Norman Humphries)‏ هو لاعب كريكت بريطاني وبريطاني (وحمل سابقاً جنسية المملكة المتحدة لبريطانيا العظمى وأيرلندا). لعب مع نادي مقاطعة ورسسترشاير للكريكيت ‏.

## وصلات خارجية
- نورمان همفريز على موقع إي آس بي آن كريك إنفو (الإنجليزية)